# Список умерших в 520 году

## Январь
- 19 января — Иоанн II, патриарх Константинопольский (518—520), святитель.

## Март
- 10 марта —  Кессог[англ.] — ирландский святой христианский миссионер в Шотландии.

## Июль
- Виталиан — византийский военачальник и государственный деятель; убит.

## Ноябрь
- 27 ноября — Конгар, епископ Сомерсетский, святой.

## Декабрь
- 15 декабря — Максимин из Миси — настоятель монастыря Миси, святой Католической церкви.

## Дата смерти неизвестна или требует уточнения
- Антонио Ди Лерино[итал.] — итальянский монах-отшельник, святой католической церкви
- Аполлинарий Валенский[фр.] — святой епископ Валенса (486—520)
- Ардгал мак Конайлл — король Уснеха (ок. 516—520, возможно 523); погиб в битве при Детне.
- Зосим — византийский историк, автор «Новой истории».
- Иддон ап Инир, король Гвента (480—520).
- Ираклий Сансский — святой епископ Санса (487—520).
- Исидор Александрийский — античный философ-неоплатоник, представитель Афинской школы неоплатонизма, ученик Марина.
- Прагматий — святой епископ Отёнский (517—520).
- Сиявуш[англ.] — иранский офицер, глава войска Сасанидов; казнён
- Теренс Мецский, епископ Мецский, святой Католической церкви.
- Фиака — святой, главный епископ Ленстерский, поэт, основатель двух церквей.
- Юйцзюлюй Чоуну, 10-й каган жужаней (508—520); казнён.

| ← в 519 году | Список умерших в 520 году | в 521 году → |